# Polyommatus icarescheri
Polyommatus icarescheri är en fjärilsart som beskrevs av Eugen Wehrli 1920. Polyommatus icarescheri ingår i släktet Polyommatus och familjen juvelvingar. Inga underarter finns listade i Catalogue of Life.